# Seznam lichtenštejnských spisovatelů

## G
- Sieglinde Gstöhl, lichtenštejnská profesorka mezinárodních vztahů

## N
- Iren Nigg, lichtenštejnská spisovatelka, píšící německy

## O
- Armin Öhri, lichtenštejnský spisovatel, píšící německy

## R
- Hans-Jörg Rheinberger, lichtenštejnský historik vědy